# Militair Comité van de NAVO
Het Militair Comité van de NAVO is de hoogste militaire autoriteit in de NAVO en het oudste permanente orgaan in de NAVO na de Noord-Atlantische Raad, beide slechts enkele maanden na het ontstaan van het bondgenootschap opgericht. Het is de belangrijkste bron van militair advies aan de Noord-Atlantische Raad en de Nuclear Planning Group, en geeft richting aan de twee Strategische Commandanten; de Supreme Allied Commander Europe en de Supreme Allied Commander Transformation.
Het Militair Comité bestaat uit de defensiechefs van alle lidstaten van de NAVO. Zij komen als groep minimaal drie maal per jaar bijeen. Het dagelijks werk wordt uitgevoerd door permanente militaire vertegenwoordigers, meestal driesterrenfunctionarissen, op het NAVO-Hoofdkwartier in Brussel. Zij komen één tot vier keer in officiële en inofficiële zittingen bijeen, om te discussiëren, te overleggen en te handelen naar aanleiding van militair belangrijke zaken. Zij werken steeds in het belang van het Bondgenootschap, maar vertegenwoordigen tegelijkertijd hun nationale zienswijzen en standpunten.
Het MC voorziet de Noord-Atlantische Raad, het hoogste politieke gezag van de NAVO, van op consensus gebaseerd militair advies - d.w.z., advies waarover alle defensiechefs overeenstemming hebben bereikt. Het werkt nauw samen met de twee strategische bevelhebbers om plannen, onderwerpen en aanbevelingen aan te leveren voor politiek overleg.
Op zijn beurt geeft het MC ook duidelijke militaire richtlijnen aan de strategische bevelhebbers, op grond van besluiten genomen in het MC of in de Noord-Atlantische Raad.
Het MC vertegenwoordigt een enorme hoeveelheid specialistische kennis en ervaring die het hele Bondgenootschap voorziet van informatie voor het militaire beleid, en de militaire strategieën en plannen, en daarmee is het een cruciaal onderdeel van het besluitvormingsproces in de NAVO.